# North End
North End är en ort i civil parish Mountsorrel, i distriktet Charnwood, i grevskapet Leicestershire, i England. Mountsorrel North End var en civil parish 1866–1884 när blev den en del av Mountsorrel och Barrow upon Soar. Civil parish hade 1 272 invånare år 1881.